# UFC on ESPN: Ngannou vs. dos Santos
UFC on ESPN: Ngannou vs. dos Santos (también conocido como UFC on ESPN 3) fue un evento de artes marciales mixtas producido por Ultimate Fighting Championship que tuvo lugar el 29 de junio de 2019 en el Target Center en Mineápolis, Minnesota.

## Historia
El evento marcó la tercera visita de la promoción a Mineápolis y la primera desde UFC on FX: Browne vs. Bigfoot en octubre de 2012.
Los excampeones de peso wélter de UFC Tyron Woodley y Robbie Lawler tenían previsto enfrentarse en una revancha de peso wélter como combate estelar del evento. Woodley ganó el título en su primer encuentro a través de un nocaut en la primera ronda en julio de 2016 en UFC 201. Sin embargo, el 16 de mayo de 2019 se informó que Woodley sufrió una lesión en la mano y fue sacado de la pelea. Como resultado, Lawler también fue removido de la cartelera. Posteriormente, fue programada una pelea de peso pesado entre el excampeón de peso pesado de UFC Junior dos Santos y el exretador al título Francis Ngannou como evento principal en su lugar. El combate se ha programado dos veces antes, primero en UFC 215 y luego nuevamente en UFC 239, pero en ambos casos las peleas fueron canceladas.
Roman Dolidze y Vinicius Moreira tenían previsto enfrentarse en una pelea de peso semipesado en el evento. Sin embargo, una razón desconocida obligó a Dolidze a retirarse de la pelea el 7 de mayo y fue reemplazado por Eryk Anders.
Un combate de peso pluma entre Chas Skelly y Jordan Griffin fue originalmente programado para este evento. Sin embargo, el 13 de junio, Skelly se retiró de la pelea por una lesión. Griffin se enfrentaría a Vince Murdock en su lugar. Sin embargo, el 27 de junio, Murdock anunció que no tenía autorización médica para competir y la pelea fue removida de la cartelera.
Sergio Pettis enfrentaría a Ricardo Ramos en el evento. Sin embargo, el 15 de junio, se informó que Pettis se retiró de la pelea por razones no reveladas y fue reemplazado por Journey Newson.
Una pelea de peso semipesado entre Justin Ledet y Dalcha Lungiambula estaba programada para este evento. Sin embargo, el 24 de junio, se anunció que Ledet fue retirado de la cartelera. Fue reemplazado por Dequan Townsend.

## Premios extra
Los siguientes peleadores recibieron $50.000 en bonificaciones:
- Actuación de la Noche: Francis Ngannou, Joseph Benavidez, Alonzo Menifield y Eryk Anders